# Adolf Knakrick
Adolf Knakrick (ur. 29 sierpnia 1886 w Berlinie, zm. 20 listopada 1959 w Monachium) – niemiecki prawnik i urzędnik, nadburmistrz Bytomia w latach 1925–1933.

## Życiorys
Knakrick spędził młodość w Wünschelburgu (powiat kłodzki). Maturę zdał w gimnazjum w Kłodzku, następnie rozpoczął studia prawnicze w Tybindze i we Wrocławiu. Podczas studiów działał w katolickiej korporacji akademickiej AV Guestfalia.
Po studiach uzyskał tytuł doktora nauk prawnych. Był następnie aplikantem adwokackim w sądzie okręgowym w Wünschelburgu i sądzie okręgowym w Kłodzku. Od 1914 roku służył na froncie I wojny światowej jako oficer artylerii, został odznaczony Krzyżem Żelaznym I klasy.
Po wojnie kontynuował aplikację w Wałbrzychu, Nysie i Berlinie, a w 1920 roku zdał egzamin asesorski. Został następnie zatrudniony w Górnośląskim Urzędzie Skarbowym w Opolu i awansował do rangi radcy rządowego. Od 1923 do 1925 roku pracował jako radca podatkowy Izby Przemysłowo-Handlowej w Opolu.
W 1925 roku został wybrany na nadburmistrza Bytomia, w miejsce nagle zmarłego Alfreda Stephana. Podczas jego urzędowania polepszyła się sytuacja mieszkaniowa w mieście, wybudowano miejskie schronisko dla bezdomnych przy obecnej ul. Małgorzatki, rozbudowano tramwajową sieć komunikacyjną. Rozwinęła się bytomska oświata – wybudowano nowy budynek gimnazjum realnego (dzisiejsze I Liceum Ogólnokształcące), utworzono Akademię Pedagogiczną. Rozbudowano basen miejski i wybudowano stadion piłkarski Hindenburg-Kampfbahn.
Po przejęciu władzy przez nazistów w Niemczech, Knakrick został aresztowany, pozbawiony stanowiska nadburmistrza w 1933 roku i wyrzucony z miasta. Po wojnie Knakrick trafił do Bawarii, początkowo pracował jako notariusz w Cham, następnie od 1956 jako adwokat w Monachium. Angażował się na rzecz pomocy i asymilacji wysiedlonych po wojnie mieszkańców Bytomia, pisał też do „Gleiwitzer-Beuthener-Tarnowitzer Heimatblatt”.
W 1958 roku otrzymał Wielki Krzyż Zasługi Orderu Zasługi Republiki Federalnej Niemiec.
Adolf Knakrick został pochowany na monachijskim Cmentarzu Leśnym (niem. Waldfriedhof).